# Espacio dual
En matemáticas, la existencia de un espacio vectorial 'dual' refleja de una manera abstracta la relación entre los vectores fila (1×n) y los vectores columna (n×1) de una matriz. La construcción puede darse también para los espacios infinito-dimensionales y da lugar a modos importantes de ver las medidas, las distribuciones y el espacio de Hilbert. El uso del espacio dual es así, en una cierta manera, recurso del análisis funcional. Es también inherente a la transformación de Fourier.

## El espacio dual algebraico
Dado un espacio vectorial {\displaystyle V} sobre un cuerpo {\displaystyle \mathbb {K} }, se define el espacio dual {\displaystyle V^{*}} como el conjunto de todas las aplicaciones lineales {\displaystyle \varphi :V\to \mathbb {K} }, es decir, aplicaciones lineales de {\displaystyle V} a valores escalares (en este contexto, un escalar es un miembro del cuerpo-base {\displaystyle \mathbb {K} }).
El propio {\displaystyle V^{*}} se convierte en un espacio vectorial sobre {\displaystyle \mathbb {K} } bajo las siguientes definiciones ("punto a punto") de suma y producto por escalares:
- Suma: {\displaystyle \quad (\varphi +\psi )(x)=\varphi (x)+\psi (x)}
- Producto por escalares: {\displaystyle \quad (a\cdot \varphi )(x)=a\cdot \varphi (x)}

para todos  {\displaystyle \varphi ,\psi \in V^{*}}, {\displaystyle a\in \mathbb {K} } y {\displaystyle x\in V}. 
A los elementos de {\displaystyle V^{*}} se les llama usualmente formas lineales o uno-formas. En lenguaje del cálculo tensorial, a los elementos de {\displaystyle V} a veces se les llama vectores contravariantes, y a los elementos de {\displaystyle V^{*}}, vectores covariantes.

### Ejemplos
- Si se interpreta {\displaystyle \mathbb {R} ^{n}}  como espacio de columnas de {\displaystyle n} números reales, su espacio dual se escribe típicamente como el espacio de filas de {\displaystyle n} números.  Tal fila actúa en {\displaystyle \mathbb {R} ^{n}} como funcional lineal por la multiplicación ordinaria de matrices.

- Si {\displaystyle V} consiste en el espacio de los vectores geométricos (flechas) en el plano, entonces los elementos del dual V* se pueden intuitivamente representar como colecciones de líneas paralelas.  Tal colección de líneas se puede aplicar a un vector para dar un número de la manera siguiente:  se cuenta cuántas de las líneas cruzan el vector.

- Considérese el espacio (infinito-dimensional) {\displaystyle \mathbb {R} ^{(\omega )}}, cuyos elementos son las sucesiones de números reales que tienen una cantidad finita de entradas diferentes de cero. El dual de este espacio es {\displaystyle \mathbb {R} ^{\omega }}, el espacio de todas las secuencias de números reales. Tal secuencia {\displaystyle \{a_{n}\}\in \mathbb {R} ^{\omega }} se aplica a un elemento {\displaystyle \{x_{n}\}\in \mathbb {R} ^{(\omega )}} para dar  {\displaystyle \sum _{n}{a_{n}\cdot x_{n}}}.

### Base dual
Si la dimensión de {\displaystyle V} es finita, entonces {\displaystyle V^{*}} tiene la misma dimensión que {\displaystyle V}. Si {\displaystyle B=\{e_{1},...,e_{n}\}} es una base de {\displaystyle V}, entonces existe una única base {\displaystyle B^{*}=\{e^{1},...,e^{n}\}} de {\displaystyle V^{*}}, llamada base dual asociada, que verifica:
{\displaystyle e^{i}(e_{j})=\delta _{j}^{i}={\begin{cases}1&i=j\\0&i\neq j\end{cases}}}
Si {\displaystyle V} es infinito-dimensional, entonces la construcción antedicha no produce una base de {\displaystyle V^{*}}.

### Espacio bidual (doble-dual) y teorema de reflexividad
A partir del espacio dual {\displaystyle V^{*}}, definimos el espacio bidual {\displaystyle V^{**}} como el conjunto de todas las aplicaciones lineales de {\displaystyle V^{*}} en {\displaystyle \mathbb {K} }. Un importante resultado del espacio bidual es el siguiente:
| Teorema de reflexividad Sea {\displaystyle V} un espacio vectorial de dimensión finita sobre un cuerpo {\displaystyle \mathbb {K} }. Sea {\displaystyle V^{*}} su espacio dual y {\displaystyle V^{**}} su espacio bidual. Existe una aplicación canónica {\displaystyle \Phi :V\rightarrow V^{**}} que transforma cada vector {\displaystyle v\in V} en una forma lineal {\displaystyle \Phi _{v}\in V^{**}} perteneciente al espacio bidual. Cada forma lineal {\displaystyle \Phi _{v}} se define de la siguiente manera: {\displaystyle {\begin{aligned}\Phi _{v}:V^{*}&\to \mathbb {K} \\\phi &\mapsto \phi (v)\end{aligned}}} donde {\displaystyle \phi \in V^{*}} es una forma lineal del espacio dual. Se verifica que {\displaystyle \Phi } es lineal e inyectiva. Además, si {\displaystyle V} es de dimensión finita, se verifica que {\displaystyle \Phi } es un isomorfismo. |

Para demostrar el teorema, necesitamos un lema previo: 
| Lema Dados dos vectores {\displaystyle v,v'\in V} tales que {\displaystyle v\neq v'}, existe al menos una forma lineal {\displaystyle {\overline {\omega }}\in V^{*}}tal que {\displaystyle {\overline {\omega }}(v)\neq {\overline {\omega }}(v')} |

| Demostración del lema |
| El enunciado a demostrar es equivalente al siguiente enunciado: Dado {\displaystyle v\in V} tal que {\displaystyle v\neq 0}, existe {\displaystyle \omega \in V^{*}}tal que {\displaystyle \omega (v)\neq 0}. Tomamos el subespacio vectorial generado por v, {\displaystyle \langle v\rangle }, y sea {\displaystyle {\overline {V}}} el subespacio suplementario del anterior. Como los anteriores subespacios son suplementarios, tenemos lo siguiente: {\displaystyle \langle v\rangle \oplus \;{\overline {V}}=\;V} y deducimos que {\displaystyle \dim _{F}V=\;\dim _{F}{\overline {V}}+\dim _{F}(\langle v\rangle )\longrightarrow \dim _{F}{\overline {V}}=\;\dim _{F}V-1}. Ahora tomamos el paso al cociente y obtenemos {\displaystyle V/{\overline {V}}} que es de dimensión 1, como podemos comprobar a continuación: {\displaystyle \dim _{F}V/{\overline {V}}=\;\dim _{F}V-\dim _{F}{\overline {V}}=\;\dim _{F}V-(\dim _{F}V-1)=\;\dim _{F}V-\dim _{F}V+1=\;1} Como la dimensión del espacio cociente es uno y como sabemos por hipótesis que {\displaystyle v\neq 0} podemos construir una base de {\displaystyle V/{\overline {V}}} con la clase de equivalencia de {\displaystyle v}. Tenemos que {\displaystyle V/{\overline {V}}=\langle [v]\rangle } , luego los elementos {\displaystyle V/{\overline {V}}} son de la forma {\displaystyle \lambda [v],\;\;\lambda \in F}. Definimos la siguiente aplicación lineal: {\displaystyle {\begin{array}{cccl}\omega ':&V/{\overline {V}}&\longrightarrow &F\\&\lambda [v]&\longmapsto &\lambda \end{array}}} y podemos realizar una composición de aplicaciones con el paso al cociente y la aplicación lineal que acabamos de definir: {\displaystyle {\begin{array}{ccccl}V&{\overset {\Pi }{\longrightarrow }}&V/{\overline {V}}&{\overset {\omega '}{\longrightarrow }}&F\\v&\longmapsto &[v]\\&&\lambda [v]&\longmapsto &\lambda \end{array}}} , definimos {\displaystyle \omega =\omega '\circ \;\Pi }. Luego {\displaystyle \omega } es una composición de aplicaciones lineales, por lo tanto {\displaystyle \omega } debe de ser también una aplicación lineal. Finalmente, hemos encontrado la aplicación lineal {\displaystyle \omega } que verifica el enunciado a demostrar: {\displaystyle \omega (v)=\;\omega '(\Pi (v))=\;\omega '(\lambda [v])=\;\lambda \quad \mathrm {Q.E.D.} } |

| Demostración del teorema de reflexividad |
| Veamos que {\displaystyle \phi (e)\in V^{**}}es una forma lineal de {\displaystyle V^{**}}, para ello basta ver que verifica las propiedades de una aplicación lineal. Sean {\displaystyle \omega _{1},\omega _{2}\in V^{*},\lambda _{1},\lambda _{2}\in F}, veamos que: {\displaystyle (\phi (v))(\lambda _{1}\omega _{1}+\lambda _{2}\omega _{2})\;{\overset {?}{=}}\;\lambda _{1}(\phi (v))(\omega _{1})+\lambda _{2}(\phi (v))(\omega _{2})} {\displaystyle (\phi (v))(\lambda _{1}\omega _{1}+\lambda _{2}\omega _{2})=(\lambda _{1}\omega _{1}+\lambda _{2}\omega _{2})(v)=\lambda _{1}\omega _{1}(v)+\lambda _{2}\omega _{2}(v)=\lambda _{1}(\phi (v))(\omega _{1})+\lambda _{2}(\phi (v))(\omega _{2})\quad \mathrm {Q.E.D.} } luego es lineal. A continuación veamos que {\displaystyle \phi :V\rightarrow V^{**}} es también lineal. Sean {\displaystyle v_{1},v_{2}\in V,\;\;\lambda _{1},\lambda _{2}\in F}, veamos que {\displaystyle \phi (\lambda _{1}v_{1}+\lambda _{2}v_{2})\;{\overset {?}{=}}\;\lambda _{1}\phi (v_{1})+\lambda _{2}\phi (v_{2})} . Esta igualdad es equivalente a {\displaystyle (\phi (\lambda _{1}v_{1}+\lambda _{2}v_{2}))(\omega )\;{\overset {?}{=}}\;(\lambda _{1}\phi (v_{1})+\lambda _{2}\phi (v_{2}))(\omega ),\quad \forall \omega \in V^{*}} Desarrollando el primer miembro: {\displaystyle (\phi (\lambda _{1}v_{1}+\lambda _{2}v_{2}))(\omega )=\omega (\lambda _{1}v_{1}+\lambda _{2}v_{2})=\lambda _{1}\omega (v_{1})+\lambda _{2}\omega (v_{2})} y desarrollando el segundo miembro: {\displaystyle (\lambda _{1}\phi (v_{1})+\lambda _{2}\phi (v_{2}))(\omega )=\lambda _{1}(\phi (v_{1}))(\omega )+\lambda _{2}(\phi (v_{2}))(\omega )=\lambda _{1}\omega (v_{1})+\lambda _{2}\omega (v_{2})} obtenemos cosas idénticas, por lo que hemos demostrado que la aplicación {\displaystyle \phi } es lineal. Veamos ahora que {\displaystyle \phi :V\rightarrow V^{**}}es inyectiva. Sean {\displaystyle v,v'\in V,\;\;v\neq v'}, veamos que {\displaystyle \phi (v)\neq \phi (v')}. Como {\displaystyle v\neq v'}, por el lema anterior, existe {\displaystyle {\overline {\omega }}\in V^{*}} tal que {\displaystyle {\overline {\omega }}(v)\neq {\overline {\omega }}(v')}. Ahora por la definición de {\displaystyle \phi } tenemos lo siguiente: {\displaystyle {\begin{cases}(\phi (v))({\overline {\omega }})=\;{\overline {\omega }}(v)\\(\phi (v'))({\overline {\omega }})=\;{\overline {\omega }}(v')\end{cases}}} y como sabemos que {\displaystyle {\overline {\omega }}(v)\neq {\overline {\omega }}(v')} es cierto, deducimos que {\displaystyle (\phi (v))({\overline {\omega }})\neq (\phi (v'))({\overline {\omega }})}por lo que hemos demostrado que {\displaystyle \phi } es inyectiva. Por último veamos que si {\displaystyle V} es finito-generado entonces {\displaystyle \phi } es un isomorfismo. Como {\displaystyle V} es finito-generado, {\displaystyle \dim _{F}V=n,\;\;n\in \mathbb {Z} ^{+}}. También sabemos que {\displaystyle \dim _{F}V=\;\dim _{F}V^{*}=\;\dim _{F}V^{**}}luego {\displaystyle V^{**}} también es finito-generado y su dimensión es la misma que la de {\displaystyle V}. Como {\displaystyle \phi } es lineal e inyectiva podemos deducir lo siguiente: {\displaystyle \dim _{F}V=\;\dim _{F}\ker(\phi )+\dim _{F}Im(\phi )}, por ser {\displaystyle \phi } una aplicación lineal. {\displaystyle \ker(\phi )=\;0\longrightarrow \dim _{F}\ker(\phi )=\;0}, por ser {\displaystyle \phi } inyectiva. De las igualdades anteriores deducimos que {\displaystyle \dim _{F}V=\;\dim _{F}V^{**}=\;\dim _{F}\operatorname {im} (\phi )} y como {\displaystyle \operatorname {im} (\phi )\subseteq V^{**}}finalmente deducimos que {\displaystyle \operatorname {im} (\phi )=\;V^{**}}, por lo que {\displaystyle \phi } es epiyectiva. Tenemos que {\displaystyle \phi } es lineal, inyectiva y epiyectiva luego es un isomorfismo, que es lo que queríamos demostrar. |

### Transpuesta de una transformación lineal

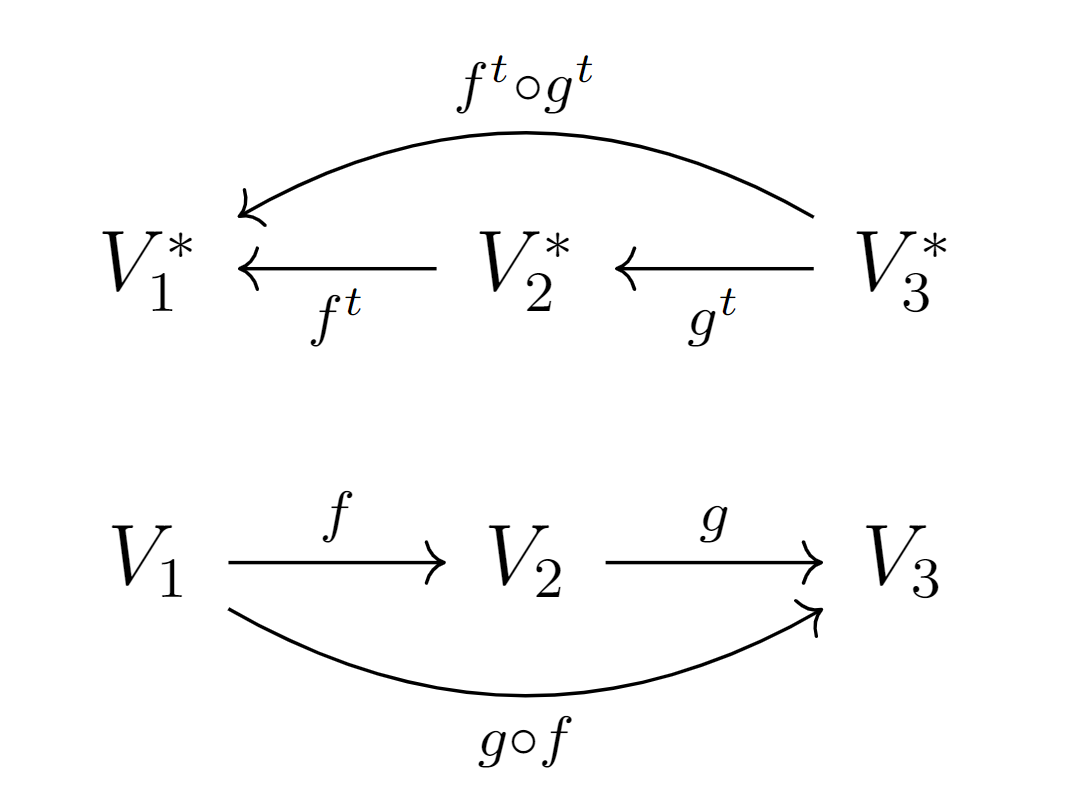
Transpuesta de la composición de aplicaciones lineales.

Si {\displaystyle f:V\to W}  es una aplicación lineal, se puede definir su transpuesta como 
{\displaystyle {\begin{aligned}f^{t}:W^{*}&\to V^{*}\\\phi &\mapsto \phi \circ f\end{aligned}}}
para cada {\displaystyle \phi \in W^{*}}.
- Si la función lineal {\displaystyle f} es representada por la matriz {\displaystyle A} con respecto a dos bases de {\displaystyle V} y {\displaystyle W}, entonces {\displaystyle f^{t}} es representada por la matriz transpuesta {\displaystyle A^{t}} con respecto a las respectivas bases duales de {\displaystyle W^{*}} y de {\displaystyle V^{*}}.

- Si {\displaystyle f:V_{1}\to V_{2}} y {\displaystyle g:V_{2}\to V_{3}} son dos aplicaciones lineales, se tiene {\displaystyle (g\circ f)^{t}=f^{t}\circ g^{t}}.

- La asignación {\displaystyle f\mapsto f^{t}} genera un homomorfismo inyectivo entre el espacio de operadores lineales de {\displaystyle V} a {\displaystyle W} y el espacio de operadores lineales de {\displaystyle W^{*}} a {\displaystyle V^{*}}. Este homomorfismo es un isomorfismo si y sólo si {\displaystyle W} es finito-dimensional o {\displaystyle V} es trivial.

En el lenguaje de la teoría de las categorías, tomar el dual de los espacios vectoriales y la transpuesta de funciones lineales es por lo tanto un funtor contravariante de la categoría de los espacios vectoriales sobre F a sí misma.

### Los productos bilineales y los espacios duales
Como vimos arriba, si V es finito-dimensional, entonces V es isomorfo a V*, solamente que el isomorfismo no es natural y depende de la base de V con que comenzamos. De hecho, cualquier isomorfismo  Φ de V a V* define un producto bilineal no degenerado único en V por

{\displaystyle \langle v,w\rangle =(\Phi (v))(w)\,}

y cada producto bilineal no degenerado en un espacio finito-dimensional da lugar inversamente a un isomorfismo de V a V*.

## El espacio dual topológico
En el caso de espacios de dimensión finita, el dual topológico coincide con el dual algebraico y el concepto de dual topológico es trivial. Sin embargo, con espacios vectoriales de dimensión infinita el dual topológico generalmente es estrictamente más pequeño que el dual algebraico:
Al tratar con un espacio vectorial normado V (e.g., un espacio de Banach o un espacio de Hilbert), típicamente se está interesado solamente en los funcionales lineales continuos del espacio en el cuerpo. Estos forman un espacio vectorial normado, llamado el dual continuo o dual topológico de V, a veces llamado solamente el dual de V. Es denotado por V' .  La norma {\displaystyle \|\cdot \|} de una funcional lineal continua en V es definida por:

{\displaystyle \|\phi \|=\sup\{|\phi (x)|:\|x\|\leq 1\}\,}

Donde {\displaystyle \sup } denota el supremo de un conjunto.
La definición anterior convierte al dual continuo o topológico en un espacio vectorial normado, de hecho en un espacio de Banach.  Uno puede también hablar del continuo de un espacio vectorial topológico arbitrario.  Esto es sin embargo mucho más duro de tratar, ya que en general no será un espacio vectorial normado de ninguna manera natural.
La definición anterior puede generalizarse un poco, dado un espacio vectorial topológico V se define el espacio dual topológico como el subespacio del dual algebraico formado por funciones continuas respecto a la topología de V.

### Ejemplos
- Para cualquier espacio vectorial normado o espacio vectorial topológico  finito-dimensional, tal como el espacio euclidiano n-dimensional, el dual continuo y el dual algebraico coinciden.
- Sea 1 < p < ∞ un número real y considere el espacio de Banach [[lp]] de todas las secuencias a = (an) para las que

{\displaystyle \|\mathbf {a} \|_{p}=\left(\sum _{n=0}^{\infty }|a_{n}|^{p}\right)^{1/p}}

es finito. Defínase el número q por 1/p + 1/q = 1. Entonces el dual continuo lp se identifica naturalmente con lq: dado un elemento φ de (lp)', el elemento correspondiente de lq es la secuencia (φ(en)) donde en denota la secuencia cuyo término n-ésimo es 1 y todos los demás son cero. Inversamente, dado un elemento a = (an ) ∈ lq, el funcional lineal continuo correspondiente φ en lp es definido por φ(b) = Σn an bn para toda b = (bn) ∈ lp (véase la desigualdad de Hölder). 
- De una manera similar, el dual continuo de l¹ se identifica naturalmente con l∞. Además, el dual continuo de los espacios de Banach c (que consisten en todas las series convergentes, con la norma del supremo) y c0 (las secuencias que convergen a cero) son ambas identificadas naturalmente con l¹.
- Otro ejemplo interesante es el dual topológico de las funciones suaves de soporte compacto {\displaystyle C_{0}^{\infty }(\mathbb {R} ^{n})} cuyo dual topológico son precisamente las distribuciones convencionales o funciones generalizadas.

### Otras propiedades
Si V es un espacio de Hilbert, entonces su dual continuo es un espacio de Hilbert que es contra-isomorfo a V. Éste es el contenido del teorema de representación de Riesz, y da lugar a la notación bra-ket usada por los físicos en la formulación matemática de la mecánica cuántica. En analogía con el caso del doble dual algebraico, hay siempre un operador lineal continuo inyectivo naturalmente definido Ψ: V → V'' en su doble dual continuo V''. Esta función es de hecho una isometría, significando ||Ψ(x)||=||x|| para todo x en V. Espacios para los cuales la función Ψ es una biyección se llaman reflexivos. El dual continuo se puede utilizar para definir una nueva topología en V, llamada la topología débil. Si el dual de V es separable, entonces así es el espacio V mismo. El inverso no es verdad; el espacio l¹ es separable, pero su dual es l∞, que no es separable.